# Марабу африканський
Марабу африканський (Leptoptilos crumeniferus) — птах із родини лелекових, найбільший її представник.

## Поширення
Поширений на більшій частині території Субсахарської Африки. Мешканець саван і інших відкритих просторів. Типовий падальник.

## Опис
Найбільший представник ряду лелекоподібних: довжина 115—152 см, розмах крил 225—287 см, маса 4-8,9 кг. У окремих птахів розмах крил може досягати 320 см, більший трапляється лише у мандрівного і королівського альбатросів. Самці в середньому більші за самиць. Зовнішність характерна для більшості пернатих падальщиків: голі, покриті рідкісним волосоподібним оперенням голова і шия, добре розвинений пуховий комір на плечах.

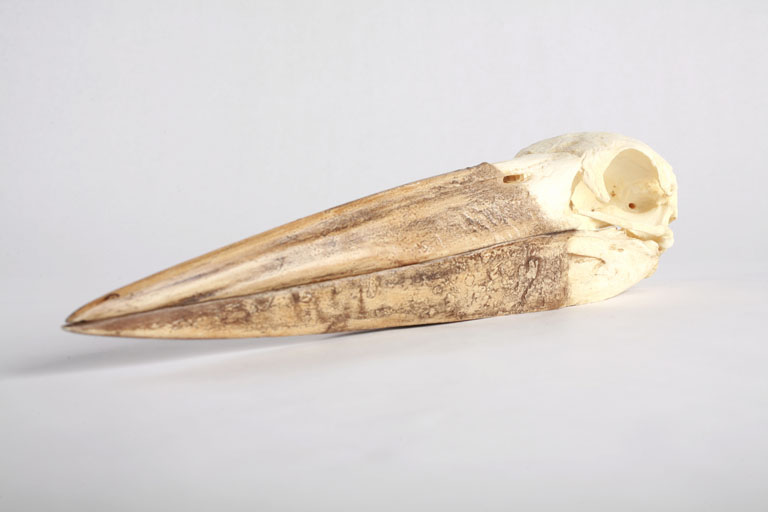
Череп марабу

Впадає в очі великий масивний дзьоб, довжина якого може досягати 34,6 см; у птиць, які відпочивають він зазвичай видимий на м'ясистому виступі шиї — горловому мішку, або так званої «подушці». Шкіра на неопереної ділянках тіла рожевого кольору, з чорними плямами в передній частині голови. Верхня частина оперення аспідно-сіра, нижня біла. Райдужна оболонка темна — один з характерних ознак африканської марабу в порівнянні з родинними видами. Молоді птахи відрізняються більш тьмяним верхом і великою кількістю пір'я на комірі. Потривожений птах видає низькі хрипкі каркаючі звуки.